# 적선동
적선동(積善洞)은 서울특별시 종로구의 법정동이다. 행정동 사직동이 관할한다. 북쪽으로는 통의동, 동쪽은 세종로, 남쪽으로는 도렴동, 서쪽으로는 내자동과 접하고 있다.

## 유래
적선동은 경복궁에 이웃한 탓에 중요관청이 많이 위치하고 있어, "적선지가(積善之家) 필유여경(必有餘慶)"라는 옛 글귀를 따라 현재의 적선동 지역을 적선, 현재의 세종로 남측 지역을 여경이라 한 데에서 유래하고 있다.

## 역사
- 조선 초기, 일대에 위치하던 자연부락들이 한성부 북부 인달방(仁達坊)과 적선방(積善坊)에 속하게 됨
- 1895년 갑오개혁으로 당시 행정구역 개편에 의해 종교(宗橋), 장흥고동(長興庫洞) 등이 적선동에 속하게 됨
- 1914년 4월 1일 행정구역 통폐합에 따라 사온동일부(司醞洞一部) · 어교(魚橋) · 월궁동(月宮洞) · 십자교(十字橋) · 장흥고동일부(長興庫洞一部) · 종교일부(宗橋一部)를 적선동으로 통합하였다.[1]
- 1914년 9월 경성부 서부출장소 적선동이 됨
- 1915년 6월 경성부 서부출장소 통의동으로 변경
- 1936년 4월 적선동에서 적선정(町)으로 명칭 변경
- 1943년 6월 구(區)제도 실시에 의해 신설된 종로구에 속하게 됨
- 1946년 10월 1일 일제잔재 청산에 따라 적선동으로 명칭 환원[2]

## 출신 인물
- 염상섭 - 소설가. 1897년 8월 30일 월궁동 출생

## 교통
- 도로

동의 중앙을 사직로가 동서로 가로지르며, 체부동과의 경계를 따라 추자로가, 도림동과의 경계를 따라 내자동길이 나있다.
- 대중교통

서울 지하철 3호선이 동을 관통하며, 경복궁역이 동내에 위치하고 있다. 아울러 경복궁역 인근에서 서울시 각지로 연결되는 시내버스를 이용할 수 있으며, 인천국제공항으로 향하는 공항버스도 이용할 수 있다.

## 주요 시설
- 관공서
  - 정부중앙청사 본관
  - 금융감독원 연수원

- 기업 / 법인
  - 대신증권
  - 한국생산성본부
  - 현대상선

## 같이 보기
- 대한민국의 행정 구역